# Odžibvejové

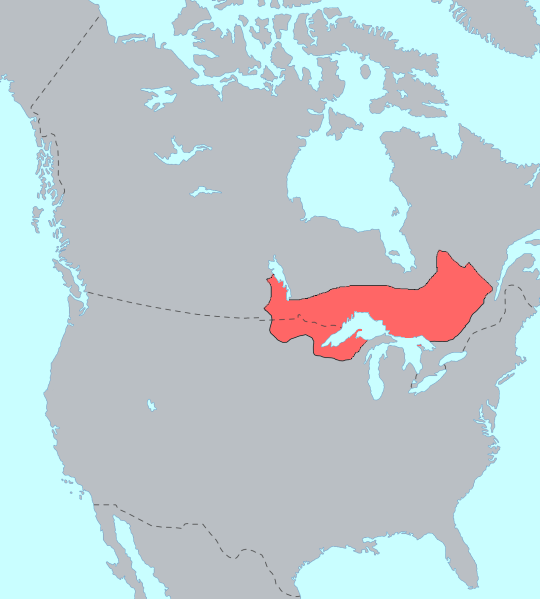
Původní rozšíření odžibvejštiny

Odžibvejové (občas též Ojibwejové nebo Čipevajové; anglicky Ojibwe nebo Chippewa) jsou indiánský kmen představující původní obyvatelstvo oblasti okolo Velkých jezer. Patří k nejpočetnějším skupinám severoamerických domorodců, v USA jich žije okolo 130 000 a v Kanadě více než 60 000. Hovoří odžibvejštinou, která patří mezi algonkinské jazyky.

## Pojmenování
Odžibvejové se sami nazývají Anišinábek, což znamená „původní lidé“. Výraz „ojibwe“ znamená „svraštělé žárem“ a pochází z jejich tradičního stylu výroby mokasín. Na území USA se používá také přepis Chippewa, který však nemá nic společného s Čipevajany, odlišným etnikem žijícím dále na severu.

## Způsob života
Příslušníci kmene původně žili ve vigvamech, živili se lovem, rybolovem a primitivním zemědělstvím: pěstování ovsuchy (indiánské rýže) a kukuřice. Vynikali ve zpracování mědi, významným materiálem byla březová kůra, z níž vyráběli čluny, na svitky kůry také zapisovali obrázkovým písmem různé zprávy. Žili v patrilineárních klanech, pořádali slavnosti pow wow, důležitou roli hrála náboženská společnost Midewiwin. Postavami jejich legend byli šibalský zajíc Nanabozho a lidožrout Wendigo. Odžibvejská historie a mytologie inspirovala Henryho Wadswortha Longfellowa k napsání eposu Píseň o Hiawathovi.

## Historie
Se svými příbuznými Ottawy a Potawatomi uzavřeli Odžibvejové alianci známou jako Rada tří ohňů, která společně bojovala proti Irokézům. Po příchodu Francouzů jim prodávali kožešiny a bojovali po jejich boku ve francouzsko-indiánské válce, míšenci obou národů jsou známi jako Métisové. Poté, co oblast ovládli Britové, domorodci se proti nim spojili a vedli Pontiacovo povstání. Po jeho potlačení bylo zřízeno Teritorium Michigan, Odžibvejové museli roku 1807 podepsat Detroitskou smlouvu, kterou se zřekli většiny svého původního území a byli postupně vytlačováni na západ, kde válčili se Siouxy. Část kmene se usadila okolo Winnipežského jezera a jejich potomci jsou známí jako Saulteaux, z další části žijící okolo řeky Mississagi se vyvinulo etnikum Mississaugů.

## Odžibvejské rezervace
- Bay Mills Indian Community
- Grand Traverse Band of Ottawa and Chippewa Indians
- Hannahville Indian Community
- L'Anse Indian Reservation
- Lac Vieux Desert Band of Lake Superior Chippewa
- Little River Band of Ottawa Indians
- Little Traverse Bay Bands of Odawa Indians
- Match-e-be-nash-she-wish Band of Pottawatomi Indians of Michigan
- Nottawaseppi Huron Band of Potawatomi
- Pokagon Band of Potawatomi Indians
- Saginaw Chippewa Tribal Nation
- Sault Tribe of Chippewa Indians

## Známí Odžibvejové
- Winona LaDuke, ekoložka
- Louise Erdrichová, spisovatelka
- Leonard Peltier, politický aktivista
- T. J. Oshie, hokejista
- Adam Beach, herec
- Norval Morrisseau, výtvarník
- Phil Fontaine, politik
- Brian Michael Firkus, americká drag queen, televizní osobnost a zpěvák a skladatel